# 17768 Tigerlily
17768 Tigerlily là một tiểu hành tinh vành đai chính with an eccentricity of 0.0852897 và chu kỳ quỹ đạo là 1893.04 ngày (5.19 năm). It has an orbital velocity average of 17.2108813 km −1 và a tilt of 8.86306°.
Nó được phát hiện ngày 3 tháng 3 năm 1998 bởi Takeshi Urata.